# Stassi Schroeder
Nastassia Bianca Schroeder Clark, född 21 juni 1988 i New Orleans, är en amerikansk TV-personlighet och författare. Hon har bland annat medverkat som deltagare i The Amazing Race och Vanderpump Rules. Under 2019 släppte Schroeder sin första bok ext Level Basic: The Definitive Basic Bitch Handbook. Schroeder gifte sig med Beau Clark i september 2020. 
Paret väntar deras dotter i december 2020.